# Nicoleta Dincă
Nicoleta Dincă (født 2. juli 1988 i Slatina, Rumænien) er en kvindelig rumænsk håndboldspiller, der spiller for CS Gloria Bistrița-Năsăud i Liga Naţională og Rumæniens kvindehåndboldlandshold.
Hun blev udtaget til landstræner Adrian Vasiles trup ved VM i kvindehåndbold 2021 i Spanien, hvor det rumænske hold blev nummer 13.